# Gulripszi
Gulripszi (abch. Гәылрыҧшь Głylrypsz, gruz. გულრიფში Gulripszi) – osiedle typu miejskiego w Abchazji, stolica rejonu Głylrypsz. Ośrodek przemysłowy.